# كريستين بيرغر
كريستين بيرغر (بالألمانية: Christiane Berger) (و. 1987  م) هي متزلجة فنية ألمانية، ولدت في لودفيغسهافن.

## روابط خارجية
- كريستين بيرغر على موقع الاتحاد الدولي للتزلج (الإنجليزية)